# Альберто Дель Боно
Альберто Дель Боно (італ. Alberto del Bono, 21 вересня 1856,  Голезе ( зараз частина Парми) - 26 липня 1932, Рим) — італійський адмірал та політик, міністр військово-морських сил у 1917 році.

## Біографія
Альберто Дель Боно народився 21 вересня 1856 року в містечку Голезе (зараз частина Парми). У 1873 році вступив до Військово-морської школи, яку закінчив у 1877 році у званні гардемарина. У 1880 році отримав звання молодшого лейтенанта, у 1885 році - лейтенанта. Протягом 1883-1885 років ніс службу у Червоному морі.
У 1896 році отримав звання капітана III рангу. Протягом 1897-1898 років був заступником командира крейсера «Джованні Бозан». У 1899 році отримав звання капітана II рангу, командував транспортом «Еуропа». У 1904 році отримав звання капітана I рангу і був призначений команди ром крейсера «Етторе Ф'єрамоска».
у 1908 році Альберто Дель Боно був призначений командиром броненосця «Реджина Елена». У грудні того ж року брав участь у рятувальній операції після Мессінського землетрусу, під якої спіпрацював з Умберто Каньї (командир броненоcця «Наполі») та Паоло Таоном ді Ревелем  (командир броненоcця «Вітторіо Емануеле»). Ця співпраця згодом переросла в тривалу дружбу.
У 1911 році Альберто Дель Боно отримав звання контрадмірала, був членом Вищої ради військово-морського флоту (італ. Consiglio superiore di Marina). Після нетривалої служби начальником штабу 3-го військово-морського департаменту у Венеції був призначений командувачем Військово-морської академії в Ліворно і обіймав цю посаду протягом 1911-1914 років. На цій посаді брав участь в італійсько-турецькій війні, очолюючи ескадру навчальних кораблів.
У 1914 році отримав звання віцеадмірала і був призначений заступником голови Вищої ради військово-морського флоту. У 1915 році призначений командувачем Військово-морського департаменту в Ла-Спеції. 
У 1916 році призначений генеральним секретарем у Міністерстві військово-морських сил. Протягом 1917-1919 років очолював міністерство в урядах Паоло Боселлі та Вітторіо Орландо.
Протягом 1919-1921 років Альберто Дель Боно був командувачем Військово-морського командування в Тірренському морі та президентом Вищої ради військово-морського флоту. У 1921 році вийшов у відставку.
Залишивши активну службу, був членом ради директорів металургійної фірми «Metallurgica Bresciana già Tempini», згодом став директором першої італійської авіакомпанії «Aero Espresso Italiana».
Помер 26 липня 1932 році у Римі.

## Нагороди

### Італійські
- Кавалер Великого хреста Ордена Святих Маврикія та Лазаря
- Кавалер Великого хреста Ордена Корони Італії
- Хрест «За військову доблесть»
- Пам'ятна медаль італійсько-турецької війни 1911—1912
- Пам'ятна медаль Італо-австрійської війни 1915—1918
- Медаль Перемоги
- Пам'ятна медаль африканської кампанії
- Маврикіанська медаль заслуг за 10 п'ятиліть бездоганної військової кар'єри
- Медаль «В пам'ять об'єднання Італії»
- Золотий хрест за вислугу років
- Медаль за заслуги під час рятувальної операції після Мессінського землетрусу
- Пам'ятна медаль за рятувальну операцію після Мессінського землетрусу

### Іноземні
- Медаль «За видатні заслуги» ВМС США